# Казанська провінція
Казанська провінція - провінція Московського царства і з 1721 року Російської імперії. Центр - місто Казань. 
Казанську провінцію утворено в складі Казанської губернії за указом московського царя Петра I «Про устрій губерній і про визначення в них правителів» у 1719 році. До складу провінції увійшли міста Казань й Уржум. За ревізією 1710 року в провінції налічувалося 8,9 тисяч селянських дворів і 39,5 ясачних дворів. 
У листопаді 1775 року розподіл губерній на провінції скасовано. 